# 선학중학교
선학중학교(仙鶴中學校)는 대한민국 인천광역시 연수구 선학동에 있는 공립 중학교이다.

## 학교 연혁
- 1993년 2월 26일 : 학교 설립인가(30학급)
- 1993년 3월 1일 : 초대 허형강 교장 취임
- 2012년 3월 1일 : 인천광역시교육청 진로교육 정책 연구학교 지정 운영(2년간)
- 2012년 3월 1일 : 영어, 수학 교과교실 6개 구축하여 교과교실제 운영
- 2015년 3월 1일 : 인천광역시교육청 '행복배움학교' 운영교 지정(4년간 운영)
- 2021년 3월 1일 : 인천광역시 교육청 ‘미래형 혁신학교’ 운영교
- 2021년 3월 1일 : 제11대 김찬 교장 취임
- 2024년 1월 31일 : 제29회 졸업식(119명)
- 2024년 3월 4일 : 2024학년도 입학식(131명)

## 참고 자료
- 선학중학교 - 한국교육학술정보원 학교알리미